# Pseudococytius
Pseudococytius là một chi bướm Sphingidae. Loài duy nhất, Pseudococytius beelzebuth đã từng được đặt vào chi Cocytius trong một thời gian dài. Loài này có ở Nicaragua và Costa Rica về phía nam qua Venezuela tới Brasil, Bolivia và Venezuela.
Sải cánh khoảng 115–148 mm. Mỗi năm loài này có ít nhất hai thế hệ ở Costa Rica, cá thể trưởng thành mọc cánh từ tháng 1 tới tháng 2 và từ tháng 7 tới tháng 8.
Ấu trùng ăn các loài Guatteria diospyroides.

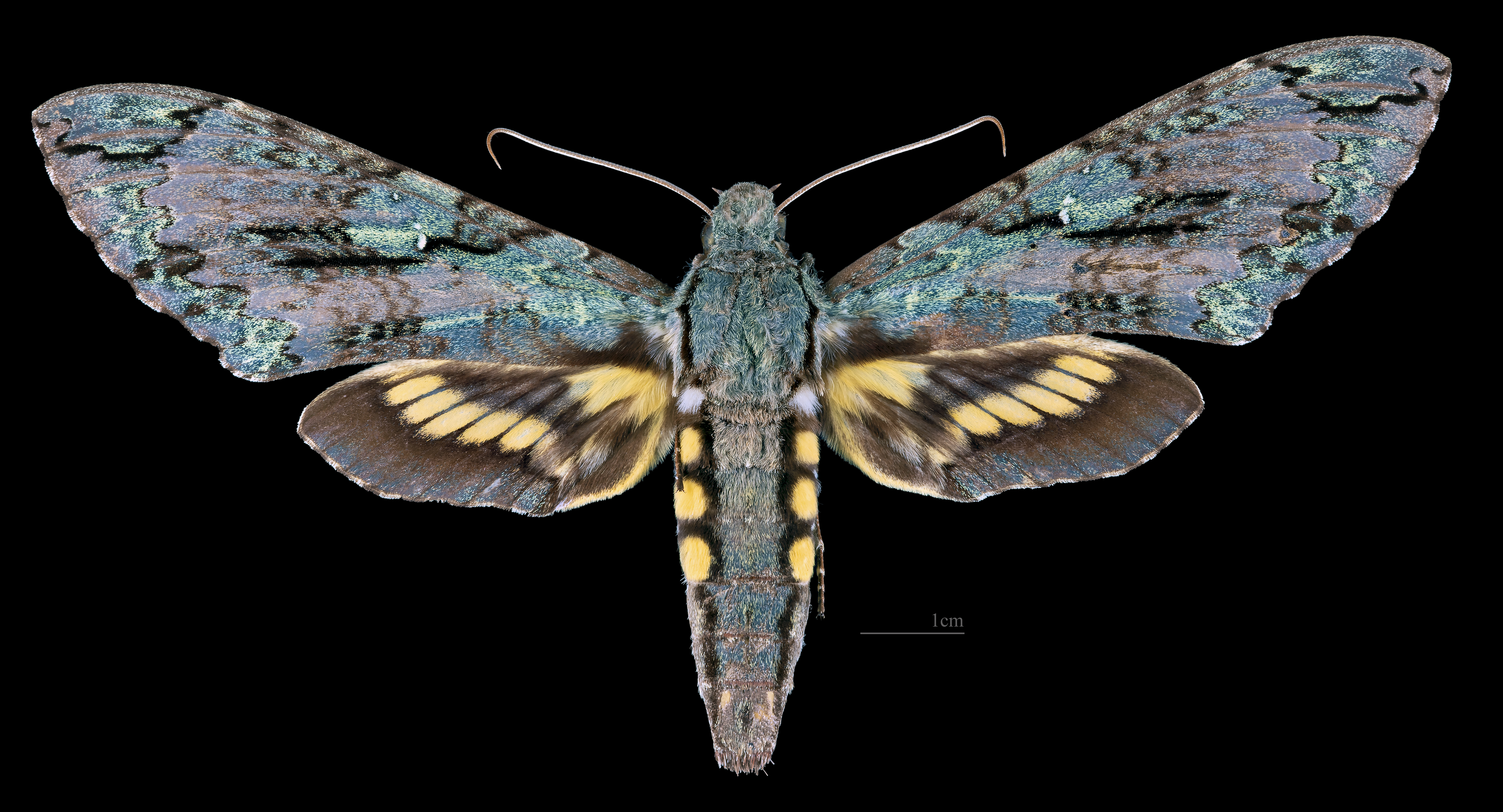
Female dorsal
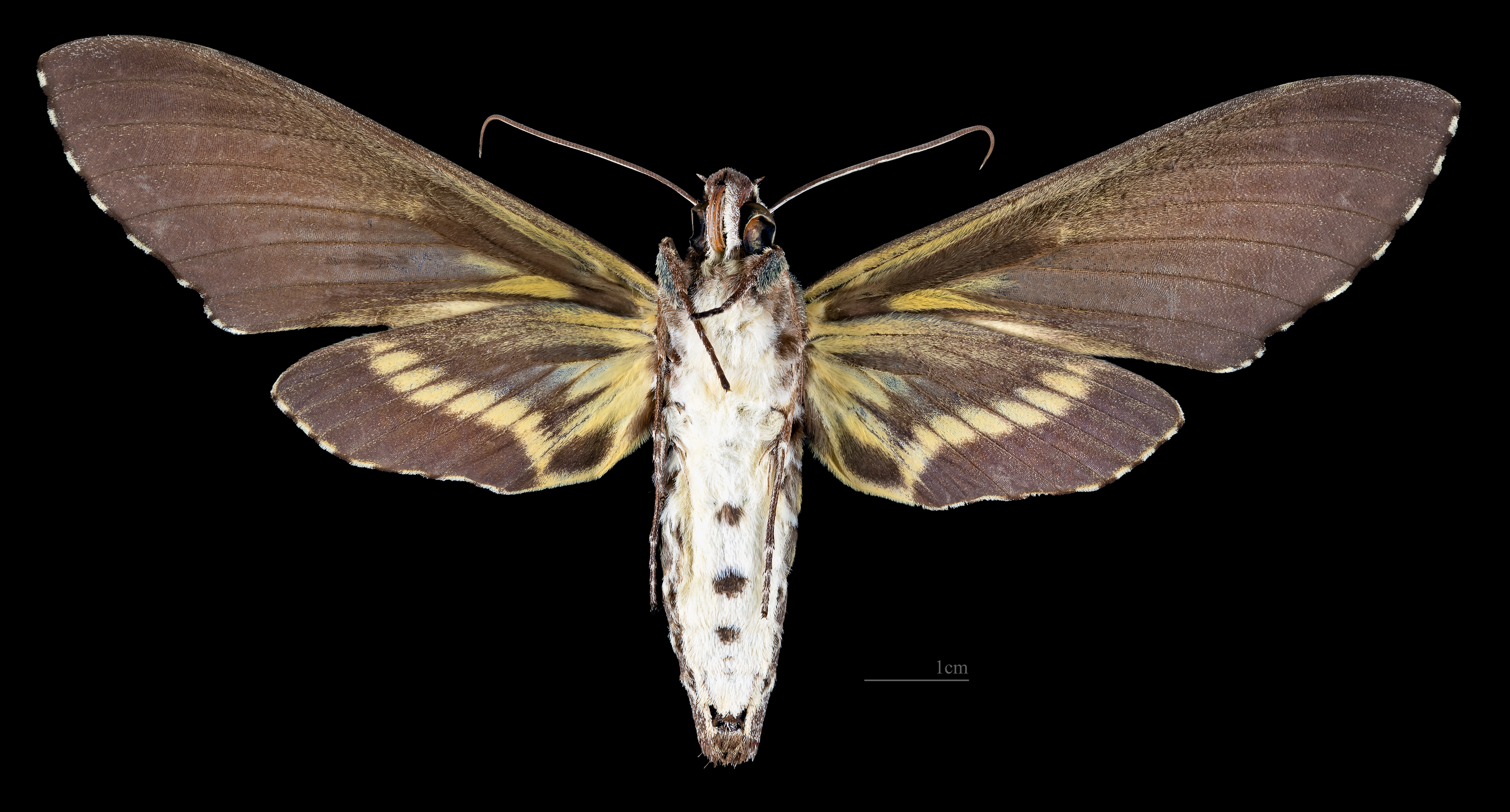
Female ventral